# プレイ・フォー・ザ・ウィキッド
『プレイ・フォー・ザ・ウィキッド』（Pray for the Wicked）は、アメリカ合衆国のポップ・ロック・バンドであるパニック!アット・ザ・ディスコの6作目のスタジオ・アルバム。2018年6月22日にフュエルド・バイ・ラーメンおよびDCD2レコードから発売された。プロデュースはジェイク・シンクレア。アルバムから先行シングルとして発売された「セイ・アーメン（サタデー・ナイト）」、「ハイ・ホープス」を含む全11曲を収録。日本盤はボーナス・トラックとしてライブ音源が3曲追加収録されて全14曲となっている。
アルバムはBillboard 200で第1位を獲得し、アメリカレコード協会からはプラチナ認定を受けた。本作に対する評価に際して、複数のメディアがフロントマンのブレンドン・ユーリーが主演を務めたブロードウェイミュージカル『キンキーブーツ』からの影響について言及している。

## 背景・リリース
2016年1月15日、パニック!アット・ザ・ディスコは5作目のアルバム『ある独身男の死』を発売。同年にウィーザーとの共同ヘッドライナー・サマーツアー、翌2017年にはアルバム『ある独身男の死』を引っさげたアリーナツアーが開催された。2017年4月11日にフロントマンであるブレンドン・ユーリーがミュージカル『キンキーブーツ』に主演の1人として出演することが発表され、5月26日の公演から8月6日の公演までチャーリー・プライス役を演じた。
公演を終えたユーリーは、ロサンゼルスに戻り休暇を過ごしていた。しかしこの数年間で自身が体験した出来事を歌に残したかったユーリーは、自身の友人を自宅に呼んでアルバム制作を開始。アルバムの制作にはアルバムの音楽プロデューサーのジェイク・シンクレアやソングライターのサム・ホランダーらが参加し、シンクレアは本作のプロデュースも手がけた。ユーリーは、本作にミュージカルの経験が大きく影響しているとし、ブロードウェイって音楽的に凄くやるのが大変なんだ。かなり多くのことを要求される。あんなに大変だとは知らなかったよ。でも、演技と歌とダンスを合わせた舞台のエネルギーが、このアルバムの原動力になったことは間違いないし、今後のライヴでもそれを紹介していくつもりだよと語っている。
2018年3月8日、公式Instagramで「キング・オブ・ザ・クラウズ」のオーケストラ・バージョンを使用したユーリーが歯を磨く動画をストーリーで投稿。同月16日にはファンの1人がユーリーから「Pray for the W!cked / 3:21 / Unholy Water」と金色の文字で書かれた白いボトルが入った封筒が送られてきたことを報告。3月21日、6月22日にアルバム『プレイ・フォー・ザ・ウィキッド』を発売することと、本作を引っさげたライブツアーを開催することを発表した。アルバム・タイトルは、ユーリーが不道徳者のために祈るような作品になったと感じたことから付けられた。
本作についてのプレスリリースが発表された3月21日に本作から「セイ・アーメン（サタデー・ナイト）」が先行（第1弾）シングルとして発売された。5月23日に第2弾シングルとして「ハイ・ホープス」が発売され、アルバムの発売後の2019年2月26日には「ヘイ・ルック・マ、アイ・メイド・イット」が第3弾シングルとして発売された。

## 評価

### 第三者による批評
| 専門評論家によるレビュー | 専門評論家によるレビュー |
| 総スコア                 | 総スコア                 |
| 出典                     | 評価                     |
| ------------------------ | ------------------------ |
| AnyDecentMusic?          | 6.1/10                   |
| Metacritic               | 70/100                   |
| レビュー・スコア         |                          |
| 出典                     | 評価                     |
| AllMusic                 | [ 1 ]                    |
| The A.V. Club            | B-                       |
| DIY                      | [ 25 ]                   |
| The Guardian             | [ 2 ]                    |
| The Independent          | [ 26 ]                   |
| Kerrang!                 | 3/5                      |
| NME                      | [ 3 ]                    |
| PopMatters               | 5/10                     |
| Q                        | [ 29 ]                   |
| The Times                | [ 30 ]                   |

アルバム『プレイ・フォー・ザ・ウィキッド』は、音楽評論家や音楽ライターから肯定的な評価を受けた。Metacriticは、9件の評論家によるレビューを基に100点満点中の70点をつけた。
『インデペンデント』紙は、「パニック!アット・ザ・ディスコが同じアルバムを2度発売することは絶対にないが、『プレイ・フォー・ザ・ウィキッド』では折衷的で筋の通ったスタジオ・アルバムに、熱狂的でやや無秩序な立ち振る舞いをやっとの思いで取り入れているように感じた」と評した。『NME』誌は、アルバムのサウンド上に見られるユーリーが出演した『キンキーブーツ』からの影響について言及し、「ユーリーに演劇の才能があるということは間違いなく、その（『キンキーブーツ』での演技の）経験がアルバムのトラックにこれまでにないレベルの生意気さとドラマをもたらした」と評した。『ニューズデイ』紙のグレン・ガンボアは『キンキーブーツ』で主演を務めたことが「ユーリーに創造的の開花と演劇的な性質をもたらした」とし、本作がユーリーを「新たな局面に押し上げたように思える」評した。
ライターの吉羽さおりは、『rockin'on』（2018年7月号）に寄稿したレビューでリズミカルなシンセを基軸にしたダンス・ミュージック、ホーン・セクションとメロディのハーモニーに気分が上がるアンセムや、サルサ的な灼熱のビートをドリーミーな万華鏡ポップに閉じ込めた曲。また抑えた歌のトーンでグルーヴを際立たせたR&Bや、ド派手なアクション映画でもはじまりそうな曲など、それぞれ1曲約3分に濃厚なドラマが詰まっていると評した。『激ロック』の山本真由は、オーケストレーションの優美な響き、エレクトロ・ポップ、R&Bの色気、ワールド・ミュージックがミックスされており、シアトリカルとも言われるそのドラマチックで自由なスタイルから、昨年ブロードウェイの人気ミュージカルでメイン・キャストとしても活躍したBrendonのエンターテイナーとしての魅力を存分に味わうことができると評し、本作をすべての音楽ファンに捧げられた、平坦な日常にスパイスをくれる魔法のアルバムと称した。

### チャート成績
アルバム『プレイ・フォー・ザ・ウィキッド』は、15万1000枚（アルバム相当単位は18万ユニット）の売上によりBillboard 200で第1位を獲得。パニック!アット・ザ・ディスコの同チャートにおける第1位獲得は、2016年に発売の『ある独身男の死』に次いで2作目となる。オーストラリアのARIAチャートでも自身2作目となる第1位を獲得した。2019年1月12日に『ビルボード』誌は、2018年内にLPレコードとして5万9000枚の売上を記録したと報じた。
アメリカレコード協会からはプラチナ認定を受けた。

## 収録曲

### CD
| #         | タイトル                                                           | 作詞・作曲 | プロデュース                                                                            | 時間  |
| --------- | ------------------------------------------------------------------ | --- | --------------------------------------------------------------------------------------- | ----- |
| 1.        | 「（ファック・ア）シルヴァー・ライニング」((Fuck A) Silver Lining) | ブレンドン・ユーリー ジェイク・シンクレア スコット・チェザック モーガン・キビー ジョニー・ファンチズ マーヴィン・ジュニア | ジェイク・シンクレア スコット・チェザック                                               | 2:48  |
| 2.        | 「セイ・アーメン（サタデー・ナイト）」(Say Amen (Saturday Night))  | ブレンドン・ユーリー ジェイク・シンクレア ローレン・プリチャード サム・ホランダー トビー・ウィンコーン トミー・ペイトン イマード・ロイ・エル＝アミーネ スージー・シン トーマス・ブレネック マイケル・デラー ダニエル・フォーダー アンドリュー・グリーン ブライアン・プロフィリオ ジャレッド・タンケル ネーザン・アブシール | ジェイク・シンクレア トビー・ウィンコーン [ 注 4 ] スージー・シン [ 注 5 ]              | 3:09  |
| 3.        | 「ヘイ・ルック・マ、アイ・メイド・イット」(Hey Look Ma, I Made It) | ブレンドン・ユーリー ディロン・フランシス マイケル・アンジェラコス サム・ホランダー ジェイク・シンクレア モーガン・キビー | ジェイク・シンクレア ディロン・フランシス                                               | 2:49  |
| 4.        | 「ハイ・ホープス」(High Hopes)                                     | ブレンドン・ユーリー ジェイク・シンクレア ジェニー・オーウェン・ヤングス ローレン・プリチャード サム・ホランダー ウィリアム・ロバン＝ビーン ジョナス・ジェバーグ タイラ・パークス イルジー・ジューバー | ジェイク・シンクレア ジョナス・ジェバーグ ジョニー・コッファー [ 注 5 ]                 | 3:11  |
| 5.        | 「ローリング・トゥエンティーズ」(Roaring 20s)                      | ブレンドン・ユーリー ジェイク・シンクレア サム・ホランダー ケネス・ハリス ジェニー・オーウェン・ヤングス ステフ・ジョーンズ ベンジャミン・フリードランダー トビー・ウィンコーン メイナード・ファーガソン ゲイリー・リンジー                                                                                                | ジェイク・シンクレア トビー・ウィンコーン [ 注 4 ]                                      | 3:06  |
| 6.        | 「ダンシングス・ノット・ア・クライム」(Dancing's Not a Crime)      | ブレンドン・ユーリー ジェイク・シンクレア ジョン・ニューマン ジョン・ヒル アジャイ・バッタチャリャ サム・ホランダー ケネス・ハリス クリストファー・バーナード・アレン | ジェイク・シンクレア スティント [ 注 4 ] スージー・シン [ 注 5 ]                        | 3:39  |
| 7.        | 「ワン・オブ・ザ・ドランクス」(One of the Drunks)                  | ブレンドン・ユーリー ジェイク・シンクレア @iamchillpill アレックス・グッドウィン サム・ホランダー ケネス・ハリス | ジェイク・シンクレア @iamchillpill [ 注 4 ] モーティヴ [ 注 4 ] スージー・シン [ 注 5 ] | 3:18  |
| 8.        | 「ジ・オーヴァーパス」(The Overpass)                               | ブレンドン・ユーリー ジェイク・シンクレア スコット・チェザック スージー・シン ジェームズ・ブラウン チャールズ・ボビット リン・コリンズ モーガン・キビー | ジェイク・シンクレア スコット・チェザック                                               | 2:57  |
| 9.        | 「キング・オブ・ザ・クラウズ」(King of the Clouds)                 | ブレンドン・ユーリー ジェイク・シンクレア アレックス・クレソヴィッチ サム・ホランダー スージー・シン | ジェイク・シンクレア アレックス・クレソヴィチ [ 注 4 ] スージー・シン [ 注 5 ]          | 2:40  |
| 10.       | 「オールド・ファッションド」(Old Fashioned)                        | ブレンドン・ユーリー ジェイク・シンクレア トビー・ウィンコーン サム・ホランダー ケネス・ハリス | ジェイク・シンクレア トビー・ウィンコーン [ 注 4 ]                                      | 2:46  |
| 11.       | 「ダイイング・イン・LA」(Dying in LA)                              | ブレンドン・ユーリー ジェイク・シンクレア マイク・ヴァイオラ モーガン・キビー | ジェイク・シンクレア                                                                    | 3:50  |
| 合計時間: | 合計時間:                                                          | 合計時間: | 合計時間:                                                                               | 34:13 |

| #         | タイトル                                                                                       | 作詞・作曲 | 時間  |
| --------- | ---------------------------------------------------------------------------------------------- | --- | ----- |
| 12.       | 「ナイン・イン・ジ・アフターヌーン (ライブ)」(Nine in the Afternoon (Live))                    | パニック!アット・ザ・ディスコ | 2:49  |
| 13.       | 「アイ・ライト・シンズ・ノット・トラジェディーズ (ライブ)」(I Write Sins Not Tragedies (Live)) | パニック!アット・ザ・ディスコ | 4:04  |
| 14.       | 「ビクトリアス (ライブ)」(Victorious (Live))                                                   | ジェイク・シンクレア アレックス・デレオン モーガン・キビー クリストファー・J・バラン マイク・ヴァイオラ ブレンドン・ユーリー リヴァーズ・クオモ | 3:54  |
| 合計時間: | 合計時間:                                                                                      | 合計時間: | 45:08 |

### LP
A面
1. （ファック・ア）シルヴァー・ライニング
2. セイ・アーメン（サタデー・ナイト）
3. ヘイ・ルック・マ、アイ・メイド・イット
4. ハイ・ホープス
5. ローリング・トゥエンティーズ

B面
1. ダンシングス・ノット・ア・クライム
2. ワン・オブ・ザ・ドランクス
3. ジ・オーヴァーパス
4. キング・オブ・ザ・クラウズ
5. オールド・ファッションド
6. ダイイング・イン・LA

### サンプリング
以下の収録曲は、他のアーティストの楽曲をサンプリングして使用している。
- 「（ファック・ア）シルヴァー・ライニング」 - ザ・デルズ「Oh, What a Night」
- 「セイ・アーメン（サタデー・ナイト）」 - ザ・ブードス・バンド「Aphasia」、ネーザン・アブシール「Crying Pine Grove Blues」
- 「ローリング・トゥエンティーズ」 - メイナード・ファーガソン「Latino Lovewalk」
- 「ダンシングス・ノット・ア・クライム」 - クリス・バーナード「Get Down」
- 「ジ・オーヴァーパス」 - ジェームズ・ブラウン「Chase」、リン・コリンズ「Mama Feelgood」

## クレジット
※出典
パニック!アット・ザ・ディスコ
- ブレンドン・ユーリー – リード・ボーカル、バックグラウンド・ボーカル（M1 - M7, M9 - M10）、ギター（M3）、ベース（M1 - M3）、ドラム（M2 - M7, M9 - M10）、ピアノ（M2 - M4, M11）

外部ミュージシャン
- ジェイク・シンクレア – バックグラウンド・ボーカル（M1 - M7, M9 - M10）、ベース（M4 - M9）、オルガン（M5-6）、ギター（M4）、アコースティック・ギター（M10）
- ロブ・メイセス – 指揮者、ストリングス・アレンジ、ホーン・アレンジ
- ケネス・ハリス – ギター（M1 - M7, M9 - M10）、バックグラウンド・ボーカル（M1 - M7, M10）
- スージー・シン – バックグラウンド・ボーカル（M1 - M7, M9 - M10）
- スコット・チェザック – ドラム（M1,8）、キーボード（M1, M8）、ギター（M8）、ベース（M8）、パーカッション（M1）
- モーガン・キビー – バックグラウンド・ボーカル（M3）
- イルジー・ジューバー – バックグラウンド・ボーカル（M4）
- サム・ホランダー – バックグラウンド・ボーカル（M5, M7, M10）
- アレックス・クレソヴィッチ – ピアノ（M9）、オルガン（M9）
- レイチェル・ホワイト – バックグラウンド・ボーカル（M9）
- ケイト・ミクーチ – バックグラウンド・ボーカル（M9）
- トーマス・ボーズ – ストリングスリーダー、コンサートマスター（ロンドン）、ヴァイオリン
- ブルース・デュコフ – コンサートマスター（ロサンゼルス）、ヴァイオリン
- チャーリー・ビシャラ – ヴァイオリン
- ジュリー・ジガンテ – ヴァイオリン
- ジェシカ・ガイデリ – ヴァイオリン
- リサ・リュー – ヴァイオリン
- マヤ・マガブ – ヴァイオリン
- セレナ・マッキニー – ヴァイオリン
- ヘレン・ナイテンゲール – ヴァイオリン
- カティア・ポポフ – ヴァイオリン
- テレザ・スタニスラフ – ヴァイオリン
- ワーレン・ジーリンスキー – ヴァイオリン
- ジャッキー・ハートレー – ヴァイオリン
- リタ・マニング – ヴァイオリン
- ピーター・ハンソン – ヴァイオリン
- トム・ピゴット＝スミス – ヴァイオリン
- エムリン・シングルトン – ヴァイオリン
- キャシー・トンプソン – ヴァイオリン
- ブライアン・デンボー – ストリングスリーダー（ロサンゼルス）、ヴィオラ
- ロバート・ブロフィー – ヴィオラ
- ショーン・マン – ヴィオラ
- ザック・デリンジャー – ヴィオラ
- ピーター・レイル – ストリングスリーダー（ロンドン）、ヴィオラ
- ビルース・ホワイト – ヴィオラ
- スティーヴ・エルドリー – ストリングスリーダー（ロサンゼルス）、チェロ
- ジェイコブ・ブラウン – チェロ
- エリック・バイアーズ – チェロ
- キャロライン・デイル – ストリングスリーダー（ロンドン）、チェロ
- ティム・ギル – チェロ
- ジェイソン・ファブス – サクソフォーン
- ピーター・スローカム – サクソフォーン
- モーガン・ジョーンズ – サクソフォーン
- マイク・ロシャ – トランペット
- ジョナサン・ブラドリー – トランペット
- ライアン・ドラゴン – トロンボーン
- ピーター・コビン – ストリングス（M9）

スタッフ
- ジェイク・シンクレア – プロデュース
- スージー・シン – アディショナル・プロダクション（M2, M6 - M9）、エンジニア
- スコット・チェザック – プロデュース（M1 - M8）
- ディロン・フランシス – プロデュース（M3）
- チル・ピル – 共同プロデュース（M7）、エンジニア（M7）
- アレックス・クレソヴィッチ – 共同プロデュース（M9）
- クラウディウス・ミッテンドーファー – ミキシング
- エミリー・レイザー – マスタリング
- クリス・オールグッド – マスタリング（アシスタント）
- レイチェル・ホワイト – アシスタント
- サーシャ・バンバジ – アシスタント
- アンバー・ジョーンズ – アシスタント
- ケイティ・シェイプ – アシスタント
- ジェイソン・モーザー – アシスタント
- ロザーナ・ジョーンズ – イラスト
- ジミー・フォンテーヌ – 写真

## チャート

### 週間チャート
| チャート (2018年 - 2019年)             | 最高位 |
| -------------------------------------- | ------ |
| オーストラリア (ARIA)                  | 1      |
| オーストリア (Ö3 Austria)              | 3      |
| ベルギー (Ultratop Flanders)           | 10     |
| ベルギー (Ultratop Wallonia)           | 39     |
| カナダ (Billboard)                     | 1      |
| チェコ (ČNS IFPI)                      | 26     |
| デンマーク (Hitlisten)                 | 27     |
| フィンランド (Suomen virallinen lista) | 22     |
| フランス (SNEP)                        | 101    |
| ドイツ (Offizielle Top 100)            | 8      |
| ハンガリー (MAHASZ)                    | 23     |
| アイルランド (IRMA)                    | 7      |
| イタリア (FIMI)                        | 35     |
| Japan Hot Albums (Billboard JAPAN)     | 48     |
| 日本 (オリコン)                        | 74     |
| 日本 (オリコン合算アルバム)            | 46     |
| オランダ (MegaCharts)                  | 6      |
| ニュージーランド (RMNZ)                | 2      |
| ノルウェー (VG-lista)                  | 14     |
| ポーランド (ZPAV)                      | 37     |
| ポルトガル (AFP)                       | 23     |
| スコットランド (OCC)                   | 3      |
| スロバキア (IFPI)                      | 26     |
| スペイン (PROMUSICAE)                  | 24     |
| スウェーデン (Sverigetopplistan)       | 27     |
| スイス (Schweizer Hitparade)           | 13     |
| UK アルバムズ (OCC)                    | 2      |
| US Billboard 200                       | 1      |
| US Top Alternative Albums (Billboard)  | 1      |
| US Top Rock Albums (Billboard)         | 1      |

### 年間チャート
| チャート (2018年)              | 順位 |
| ------------------------------ | ---- |
| オーストラリア (ARIA)          | 49   |
| ベルギー (Ultratop Flanders)   | 150  |
| UK アルバムス (OCC)            | 64   |
| US Billboard 200               | 57   |
| US Top Rock Albums (Billboard) | 2    |

| チャート (2019年)                | 順位 |
| -------------------------------- | ---- |
| カナダ (Billboard)               | 45   |
| デンマーク (Hitlisten)           | 78   |
| アイスランド (Plötutíóindi)      | 94   |
| スウェーデン (Sverigetopplistan) | 84   |
| US Billboard 200                 | 39   |
| US Top Rock Albums (Billboard)   | 4    |

| チャート (2020年)              | 順位 |
| ------------------------------ | ---- |
| US Top Rock Albums (Billboard) | 27   |

### 年代間チャート
| チャート (2010年 - 2019年) | 順位 |
| -------------------------- | ---- |
| US Billboard 200           | 190  |

## 認定
| 国/地域                          | 認定        | 認定/売上数 |
| -------------------------------- | ----------- | ----------- |
| オーストラリア (ARIA)            | Gold        | 35,000      |
| オーストリア (IFPI Austria)      | Gold        | 7,500       |
| カナダ (Music Canada)            | Platinum    | 80,000      |
| デンマーク (IFPI Danmark)        | Gold        | 10,000      |
| オランダ (NVPI)                  | Gold        | 20,000      |
| イギリス (BPI)                   | Gold        | 100,000     |
| アメリカ合衆国 (RIAA)            | 2× Platinum | 2,000,000   |
| 認定のみに基づく売上数と再生回数 |             |             |